# Leucospermum praemorsum
Leucospermum praemorsum  es una especie de arbusto   perteneciente a la familia  Proteaceae. Es originaria de Sudáfrica.

## Descripción
Leucospermum praemorsum es un arbusto que alcanza un tamaño de 100 a 150 cm de altura, con las ramas de color blanco tomentoso-lanoso e hirsuto; con el follaje no muy denso llegando hasta las flores y ocultando el tallo. Las hojas cuneadas a oblanceoladas, 5-7-dentadas en el extremo superior,  amplias. La inflorescencia subsésil solitaria, entre las hojas superiores.

## Taxonomía
Leucospermum praemorsum fue descrita por  H.Buek ex Meisn. y publicado en Flora Capensis 5: 623. 1912.
Etimología
El género Leucospermum deriva de las palabras griegas leukos que significa blanco, y de spermum =  semilla, en referencia a las semillas blancas o de color claro de muchas especies. Las semillas son en realidad de color negro, pero están recubiertas con una piel blanca carnosa (eleosoma).